# Siffleur itchong
Pachycephala rufiventris
Espèce
Statut de conservation UICN

 LC  : Préoccupation mineure
Le Siffleur itchong (Pachycephala rufiventris) est une espèce d'oiseaux appartenant à la famille des Pachycephalidae.

## Répartition
Cet oiseau vit en Nouvelle-Calédonie, en Papouasie-Nouvelle-Guinée et en Australie (à l'exception de la Tasmanie).

## Description
Principalement rouge-brun et gris, cet oiseau compense son plumage quelconque par la qualité de ses chants. Il a une grosse tête et est trapu. Le bec est court mais la queue est longue (presque aussi longue que le reste de l'oiseau), avec de fortes plumes étroites, fourchues à l'extrémité.
L'espèce a un dimorphisme sexuel. Alors que les femelles sont généralement brun mat ou gris avec le ventre strié, les mâles sont principalement gris foncé avec la gorge blanche et (dans la plupart des cas) un masque noir qui couvre la majeure partie de la tête et une partie du cou.
Ces oiseaux font entre 16 et 18 centimètres de long, en moyenne, et leur poids moyen est d'environ 25 grammes.

## Taxonomie
L'ornithologue John Latham en 1802 l'a initialement décrit comme Sylvia rufiventris. Plus tard, il a été considéré comme membre du genre Laniarius avant d'être classé dans le genre Pachycephala.

## Habitat
Il vit dans les zones de forêts et de broussailles, mais aussi dans les jardins et les terres agricoles. Il migre saisonnièrement, se déplaçant vers le sud au printemps et le nord à l'automne. En Nouvelle-Calédonie, l'espèce ne migre pas mais vit plutôt dans les zones de forêt et de savane.

## Alimentation
Alors qu'il se nourrit principalement d'insectes, il mange aussi des graines, des fruits et; parfois, des feuilles et de l'herbe. Il ne cherche jamais son alimentation sur le sol, ce qui est inhabituel pour des siffleurs qui, généralement, ne cherchent pas leur nourriture à des niveaux particulièrement élevés.

## Reproduction
Les couples sont monogames, les mâles et les femelles couvent les œufs et élèvent leurs jeunes. La période d'incubation est d'environ 13 jours. Les femelles seules construisent le nid, qui consiste généralement en un mélange de brindilles, de tiges souples, d'herbe et d'autres matières qui forment une tasse attachée à une branche d'arbre en utilisant des fils de toile d'araignée.
La saison de reproduction va de juillet à février.

## Sous-espèces
Il en existe cinq sous-espèces :
- Pachycephala rufiventris rufiventris ;
- Pachycephala rufiventris falcata ;
- Pachycephala rufiventris pallida ;
- Pachycephala rufiventris xanthetraea ;
- Pachycephala rufiventris minor.

## Galerie

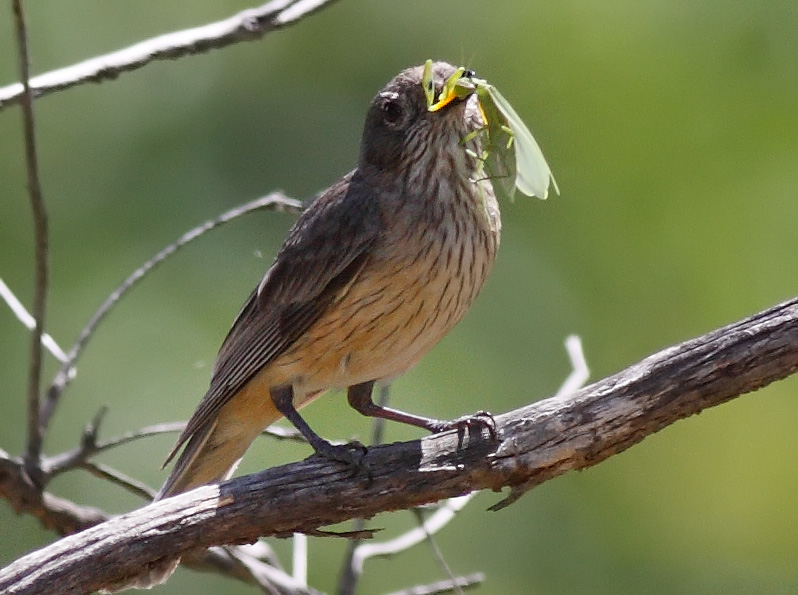
Femelle.
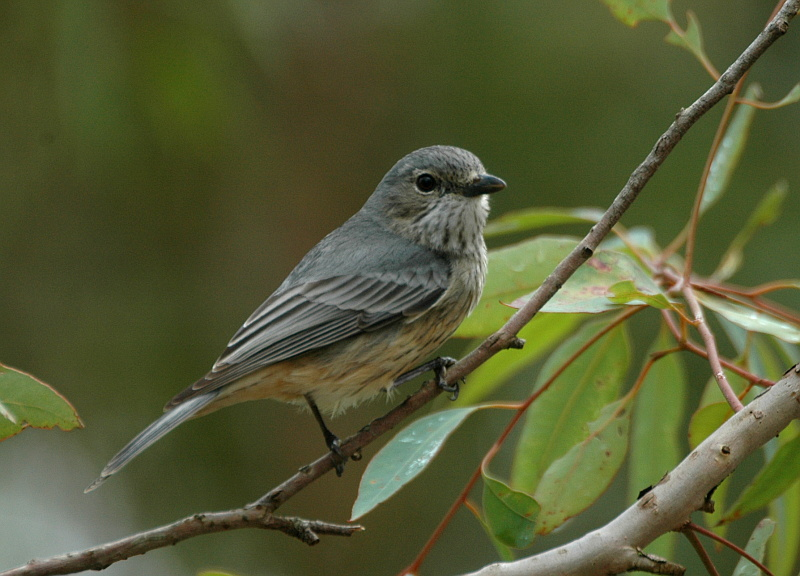
Mâle juvénile.
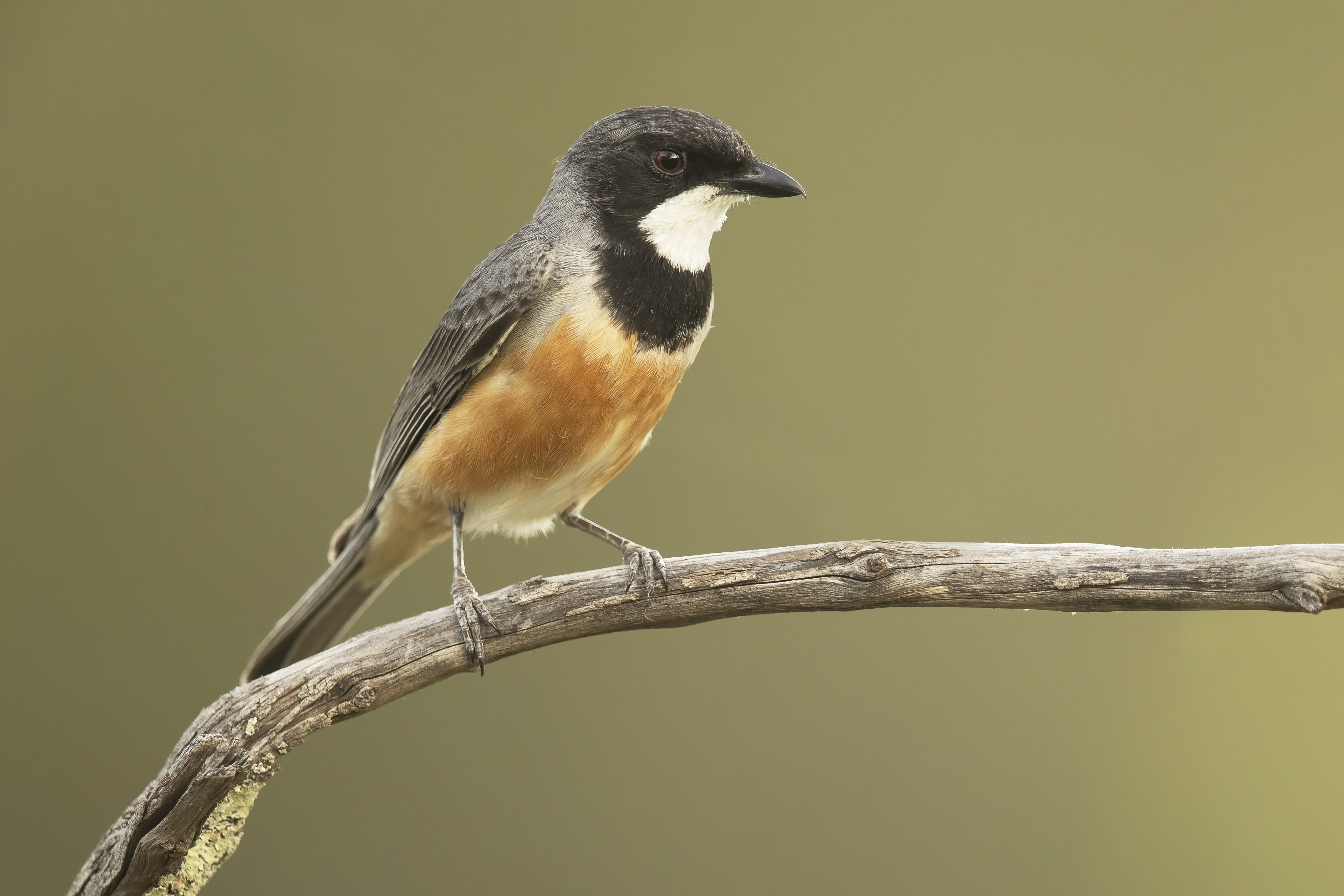
Siffleur itchong à Capertee Valley (en), Nouvelle-Galles du Sud, Australie. Novembre 2020.

## Référence
- (en) Cet article est partiellement ou en totalité issu de l’article de Wikipédia en anglais intitulé « Rufous Whistler » (voir la liste des auteurs).